# Skrzany (gromada)
Skrzany – dawna gromada, czyli najmniejsza jednostka podziału terytorialnego Polskiej Rzeczypospolitej Ludowej w latach 1954–1972.
Gromady, z gromadzkimi radami narodowymi (GRN) jako organami władzy najniższego stopnia na wsi, funkcjonowały od reformy reorganizującej administrację wiejską przeprowadzonej jesienią 1954 do momentu ich zniesienia z dniem 1 stycznia 1973, tym samym wypierając organizację gminną w latach 1954–1972.
Gromadę Skrzany z siedzibą GRN w Skrzanach utworzono – jako jedną z 8759 gromad na obszarze Polski – w powiecie gostynińskim w woj. warszawskim, na mocy uchwały nr VI/10/3/54 WRN w Warszawie z dnia 5 października 1954. W skład jednostki weszły obszary dotychczasowych gromad Feliksów, Halinów, Skrzany i Stanisławów Skrzański oraz wieś Justynków z dotychczasowej gromady Anielin ze zniesionej gminy Skrzany a także obszar dotychczasowej gromady Wola Trębska Nowa ze zniesionej gminy Szczawin w tymże powiecie. Dla gromady ustalono 10 członków gromadzkiej rady narodowej.
1 stycznia 1959 z gromady Skrzany wyłączono wieś Wola Trębska Parcele, włączając ją do gromady Trębki w tymże powiecie, po czym gromadę Skrzany zniesiono, a jej (pozostały) obszar włączono do gromady Sierakówek tamże.